# Васильев, Александр Игоревич
Александр Игоревич Васильев (род. 16 мая 1989, Электросталь, Московская область) — российский хоккеист, нападающий.

## Биография
Воспитанник «Кристалла» Электросталь. В 2002—2005 годах занимался в школе ярославского «Локомотива», с 2005 года — в московском «Динамо». Два сезона (2005/06 — 2006/07) отыграл в первой лиге за «Динамо-2». В сезоне 2007/08 выступал в первой лиге за фарм-клуб СКА «СКА-2», проведя на правах аренды 8 матчей за «Нефтяник» Лениногорск в высшей лиге. 16 июля 2008 заключил контракт с клубом КХЛ «Витязь» Чехов. 14 мая 2010 года покинул клуб и 2 июля перешёл в «Атлант» Мытищи. Провёл 15 матчей в КХЛ и по четыре встречи — в ВХЛ за «Рязань» и в МХЛ за «Мытищинских атлантов». 10 декабря перешёл в «Металлург» Новокузнецк. Сезон 2011/12 начал в клубе ВХЛ «Ермак» Ангарск, 21 октября «Металлург» расторг контракт с Васильевым. Сезон завершил в украинской команде ВХЛ «Донбасс» Донецк. На старте следующего сезона провёл один матч за «Донбасс» в КХЛ и 10 — за «Донбасс-2» в чемпионате Украины. 15 января 2013 года был обменян в СКА, провёл 12 матчей за ХК ВМФ в ВХЛ. 5 июня 2013 года был обменян в чеховский «Витязь». Осенью 2014 года принял участие в тренировочном лагере клуба АХЛ «Бриджпорт Саунд Тайгерз», но уехал из-за проблем с рабочей визой. С ноября стал выступать за клуб ВХЛ «Рязань». 18 августа 2015 подписал двусторонний однолетний контракт с московским «Спартаком». 5 мая 2017 клуб расторг контракт. 2 августа подписал контракт с «Югрой», но через три недели покинул команду и получил предложение от новокузнецкого «Металлурга». Сезон 2017/18 начал в китайской команде ВХЛ «КРС Хэйлунцзян». 25 октября подписал пробный контракт с нижегородским «Торпедо» и провёл единственный матч за команду в КХЛ — против «Югры». С середины ноября до конца сезона выступал за «КРС Хэйлунцзян». 18 июля 2018 заключил пробный контракт с «Адмиралом», но через неделю покинул клуб. В сезоне 2018/19 выступал за клубы ВХЛ «Южный Урал» и «Рязань».
Выступал за команды «Донбасс» (чемпионат Украины 2019/20), «Заглембе» Сосновец (чемпионат Польши, 2020/21 — 2021/22), «Стяуа Рейнджерс» (чемпионат Румынии, 2022/23), «Херенталс» (Бельгия, БеНе Лига, 2023/24).

## Достижения
- Лучший новичок месяца в КХЛ (2: декабрь, январь) — 2008/09 («Витязь»)
- Чемпион Украины, обладатель Континентального кубка — 2012/13 («Донбасс»)
- Серебряный призёр чемпионата Румынии — 2022/23 («Стяуа Рейнджерс»)
- Лучший снайпер (33), ассистент (52) и бомбардир (85) БеНе-лиги — 2023/24 («Херенталс»)[18]